# プロトプラスト
プロトプラスト (protoplast) または原形質体とは植物細胞から細胞壁を取り除いた細胞をいう。球形で非常に弱く、少しの衝撃で破壊される。糸状菌ではこのプロトプラストを用いて形質転換（プロトプラスト-PEG法）が行われる。
異種の植物のプロトプラストを混ぜ合わせ、ポリエチレングリコール（PEG）で処理したり電気的な刺激を与えると、プロトプラスト同士が融合してしまう。このことを細胞融合といい、異種の細胞同士で細胞融合が行われた場合、雑種細胞がつくられる。プロトプラストができてはじめて、植物の細胞融合が可能になった。
雑種細胞は細胞壁を再生した後、増殖してカルスとなる。これを組織培養することで雑種の植物ができあがる。この方法は交配による雑種形成が不可能である場合に利用されることがある。詳細はカルス (植物)を参照。
プロトプラストの単離には農林省植物ウイルス研究所(現農業生物資源研究所)の建部到が大きな役割を果たした。
プロトプラストの単離には酵素が使用される。細胞壁のみを溶かす事には困難が伴い、試行錯誤の末実現した。
1975年に建部はこの業績により、ヤコブ・エリクソン賞が授与された。

## 歴史
プロトプラストの単離は、20世紀の前半まで植物細胞を高濃度のショ糖液に浸し、浸透圧により原形質分離を起し細胞壁と原形質が離れたところをメスで細胞を刻んで取り出す方法が用いられていた。その後、カタツムリの消化酵素を利用したプロトプラストの単離方法が開発されたがカタツムリからこの酵素を取り出すことが簡単ではなかったので木材を腐食させる菌が持つ、セルラーゼのような細胞壁を溶かす酵素（細胞壁消化酵素）を利用する方法が開発されてからは、ほとんど使われなくなり、現在では、菌から抽出された細胞壁消化酵素で処理する方法が主に利用される。